# Shingeki
Lo shingeki (新劇?, letteralmente "Teatro nuovo") è una forma di teatro nata agli inizi del XX secolo in Giappone con lo scopo di rinnovare il teatro tradizionale inserendo elementi del teatro realista occidentale. Gli spettacoli riflettevano lo stile della ribalta teatrale russa, a cui furono aggiunti alcuni elementi come l'uso dell'onnagata, di trame indipendenti e, con le successive trasposizioni cinematografiche, dei primi piani. Inizialmente vennero messe in scena opere di alcuni drammaturghi europei come Henrik Ibsen e Eugene O'Neill tradotte in giapponese, e solo successivamente furono prodotte opere originali.

## Storia
Il termine shingeki comparve nel 1913 nel quotidiano Asahi Shinbun di Osaka ed è una denominazione oggi usata per indicare in generale il teatro giapponese di ispirazione occidentale in un'epoca in cui predominava ancora la forma teatrale tradizionale, il kabuki. Tali progetti di rinnovamento ebbero difficoltà ad affermarsi a causa dei pochi sostenitori del nuovo teatro e di una certa incomprensione da parte del pubblico che continuava a preferire il teatro classico al nuovo movimento. Per questi motivi agli inizi lo shingeki trovò difficoltà ad ottenere finanziamenti e, successivamente, fu anche sottoposto a censure e repressioni governative.
Agli esordi del fenomeno le maggiori compagnie teatrali furono la Bungei-kyōkai (letteralmente "Associazione delle Arti letterarie") e la Jiyū-gekijō (letteralmente "Teatro libero"). La prima, fondata da Tsubouchi Shōyō nel 1906, intese rinnovare il teatro giapponese applicando lo stile drammatico occidentale. Per raggiungere lo scopo cercò di eliminare qualsiasi elemento della recitazione tradizionale, escludendo attori professionisti kabuki e shinpa e assumendone altri privi di definite esperienze professionali.
La compagnia Jiyū-gekijō, fondata da Kaoru Osanai e Ichikawa Sadanji nel 1909, volle invece assegnare priorità al testo dell'opera, mettendo in secondo piano le caratteristiche e le qualità degli attori che l'avrebbero interpretata. Continuò quindi a fare ricorso ad attori professionisti, esperti sia sul piano dell'oratoria che del movimento scenico della tradizione kabuki. I ruoli femminili vennero ricoperti da onnagata.
Oltre a queste due compagnie anche il contributo dello scrittore Hōgetsu Shimamura fu molto importante per lo sviluppo dello shingeki. Hōgetsu, con l'attrice Matsui Sumako, fondò la compagnia del Geijutsuza ("Teatro dell'Arte"), che grazie a delle rivisitazioni di alcuni lavori occidentali guadagnò un successo enorme, avvicinando per la prima volta lo shingeki al grande pubblico. Purtroppo la morte di Hōgetsu prima, e quella di Matsui poi, posero fine alle fortune della troupe nel 1919.
Il teatro shingeki si affermò definitivamente con lo Tsukiji Shōgekijō ("Piccolo teatro del quartiere Tsukij"), co-fondato da Kaoru Osanai e Yoshi Hijikata. Fu la più importante compagnia degli anni antecedenti il primo conflitto mondiale e fu molto influenzata dallo stile di Kostantin Stanislavskij e dai movimenti politici di ideologia marxista. Lo Tsukiji Shōgekijō ebbe come presupposto quello di rivolgersi a un pubblico nuovo, soprattutto di giovani studenti, e di formare nuovi operatori del teatro, organizzando palco, platea e biglietti senza nessuna gerarchia o distinzione di classe. Per lo Tsukiji Shōgekijō, Osanai aveva escluso la rappresentazione di drammi di autori giapponesi affermando di interessarsi solo al "teatro in traduzione". Questa indifferenza di Osanai per la produzione nazionale causò polemiche e indignazione soprattutto fra i drammaturghi, tra cui Yamamoto Yūzō e Kishida Kunio. Solo in un secondo momento lo Tsukiji decise di mettere in scena anche testi di autori giapponesi, come En no gyōja di Tsubouchi Shōyō e Hōjōji monogatari di Jun'ichirō Tanizaki.
Dopo la seconda guerra mondiale, emersero tre grandi compagnie: la Haiyu-za, guidata da Koreya Senda, la Bungaku-za, con Haruko Sugimura, e infine la Gekidan Mingei, con Osamu Takizawa e Jukichi Uno. Queste tre compagnie dominarono la scena teatrale del periodo a tal punto che alcune tra le figure letterarie più importanti, come Yukio Mishima e Kobo Abe, scrissero opere per loro. Al giorno d'oggi queste tre compagnie sono ancora popolari, ma nel periodo degli anni '50 e '60 raggiunsero il loro apice, grazie anche all'affermarsi dello shingeki come una tra le principali forme teatrali del periodo.

## Influenza nel cinema
Fin dai suoi esordi lo shingeki influenzò enormemente il cinema giapponese con il Pure Film Movement degli anni '10, periodo nel quale si cercava di modernizzare l'ambiente cinematografico. L'influenza dello shingeki fu così forte anche grazie al fatto che molti registi shingeki produssero alcuni tra i primi film, come Ikeru Shikabane (1917) per la Nikkatsu. Inoltre attori del movimento teatrale del calibro di Minoru Murata e Iyokichi Kondō collaborarono con Norimasa Kaeriyama alla creazione di diversi film rivoluzionari come The Glow of Life (Sei no kagayaki, 1919).
L'avvento del cinema conquistò l'interesse anche di Kaoru Osanai che diede il suo contributo alla fondazione della scuola cinematografica Shochiku e alla produzione di Soul on the Road nel 1921, film considerato una pietra miliare del cinema giapponese.